# Band of Skulls
Band of Skulls (с англ. — «Банда черепов») — британская рок-группа, образованная в 2004 году в городе Саутгемптон. Состоит из гитариста и вокалиста Расселла Марсдена, бас-гитаристки и вокалистки Эммы Ричардсон и ударника Мэтта Хейворда, познакомившихся еще в колледже.

## История
Изначально группа играла в ночных клубах и записала несколько демо под названием Fleeing New York, прежде чем сменила своё название на Band of Skulls в ноябре 2008 года.
Дебютный альбом группы, Baby Darling Doll Face Honey, был выпущен эксклюзивно для iTunes Store 6 марта 2009, 20 марта последовал основной релиз. Сингл «I Know What I Am» был выбран в качестве бесплатного сингла недели в iTunes одновременно с цифровым релизом. Также эта песня стала частью саундтрека к сериалу Friday Night Lights, Volume 2. Сингл «Friends», отсутствующий на Baby Darling Doll Face Honey, стал частью саундтрека к фильму «Сумерки. Новолуние».
Группа играла на фестивале SXSW в начале 2010 и на Midwest в марте того же года. Группа появилась на французском ТВ-шоу Taratata в марте 2010, где исполнила кавер-версию песни «Sympathy for the Devil» группы The Rolling Stones совместно с группой John & Jehn.
В апреле 2010 группа совершила турне по США и Канаде, в мае 2010 посетила Великобританию. 28 июня 2010 Band of Skulls играли на разогреве у The Dead Weather в лондонском концертном зале The Roundhouse. В июле 2010 группа записала кавер-версию песни «Strict Machine» группы Goldfrapp для Австралийского радио. Также они были одной из трёх групп, играющих на разогреве на концерте Muse 4 сентября 2010.
23 марта 2010, группа выпустила Friends EP, включивший студийную запись «Friends», лайв-версию и видео.
26 октября 2010 группа выпустила концертный альбом Live on KCRW’s Morning Becomes Eclectic.

## Дискография

### Альбомы
- Baby Darling Doll Face Honey (2009)
- Friends EP (2010)
- Sweet Sour (2012)
- Himalayan (2014)
- By Default (2016)
- Love Is All You Love (2019)

### Концертные альбомы
- KCRW’s Morning Becomes Eclectic (2010)

### Синглы
- «I Know What I Am» (2009)
- «Blood» (2009)
- «Fires» (2009)
- «Death By Diamonds and Pearls» (2009)
- «Friends» (2009)
- «Patterns» (2009)